# بيتر كوبر (منافس ألعاب قوى)
بيتر كوبر (بالإنجليزية: Angus Cooper) هو منافس ألعاب قوى نيوزيلندي، ولد في 7 مايو 1964.

## وصلات خارجية
- بيتر كوبر على موقع الاتحاد الدولي لألعاب القوى (الإنجليزية)
- بيتر كوبر على موقع اتحاد ألعاب الكومنولث (مؤرشف) (الإنجليزية)